# 경제학
경제학(經濟學, 영어: Economics)은 자원이 제한된 상황에서 사람이 어떻게 행동하는지 연구하는 사회과학의 한 분야(경제)이다. 대부분 재화나 용역의 생산, 분배, 소비에 초점을 맞춘다.
일단, 경제학의 영단어 이코노믹스(economics)라는 용어는 고대 그리스어 οἰκονομία에서 유래한다. 경제학은 복잡한 경제 활동에서 특정한 규칙성을 발견하여 경제 현상의 원인과 결과를 탐구하고 예측하는 것을 목표로 한다. 이를 위해 경제학자들은 다양한 전제와 분석 대상을 설정한다. 그중에서도 현대 경제학에서의 주요 연구 대상은 세계의 경제 상태, 개개인과 기업이 노동, 소비, 투자, 고용, 가격 등을 어떻게 결정하는 지에 대한 것이다. 또한 경기의 침체와 호황, 개인이나 국가간에 나타나는 부의 불균형과 같은 것들도 경제학의 주요 관심 분야이다. 정치경제학의 한 영역으로 시작하였다.
기본적으로 경제학은 모형의 단순화를 위해 "다른 외적 조건이 동일하다면(ceteris paribus)"이라는 전제 하에서 모든 분석이 진행된다.(마르크스 경제학에서는 이러한 배제를 추상(abstract)이라 부른다.)) 그러나 경제학자마다 분석 대상과 전제가 다르기 때문에 그들이 주목하거나 과감히 배제해버리는 부분은 모두 각각 다르다. 이러한 전제와 분석대상의 차이로부터 각 경제학파들의 차이가 생겨난다. 이 중 몇몇 유명한 경제학자들이 탐구의 대상으로 삼았던 문제들을 열거해 보면 다음과 같다. '국부의 성격과 원천'(애덤 스미스), '대지에서 수확되는 생산물의 분배를 규율하는 법칙'(리카도), '삶의 일상사에서 인간이 하는 행동'(데번포트), '이런저런 용도로 사용될 수 있는 희소한 수단과 목적사이의 관계와 관련된 인간의 행동'(로빈슨), '유효수요의 결정 요인 분석과 국민소득수준과 고용량'(케인스), '근대사회의 움직임에 관한 경제적 법칙을 규명하는 것'(마르크스)
경제학의 학파에는 고전학파, 케인즈주의, 제도학파, 통화주의, 신고전파, 행동경제학, 신제도주의 등이 있다. 비주류 경제학으로는 대표적으로 포스트케인지언이 있으며 그 이외에도 신경경제학 등이 있다. 실증경제학은 '무엇인가'를 연구하는 반면 규범경제학은 '무엇이 되어야 하는가'를 연구한다.
경제학과 전망 : 경제학과를 진학한 사람들의 남여 평균 취업률은 60%이며, 경제학과 졸업 후 첫 직장 월평균 임금은 150~300 만원이며 300만원 이상은 27%로 경제학과의 전망은 밝은편이다

## 현대 주류 경제학의 전제와 경제학의 연구 대상
현대 주류경제학은 자원 등 경제적 가치가 있는 대상이 희소하고 이를 선택할 때에는 기회 비용이 발생한다는 것을 기본적인 전제로 한다. 경우에 따라서는 공기와 같은 것마저 공짜가 아니다. 개인, 기업, 국가와 같은 경제 주체들은 시장에 참여하여 재화와 용역의 수요와 공급을 창출하고, 이 과정에서 최대한 이익이 되는 방향으로 행동하려한다. 따라서 경제 활동은 각 경제 주체가 가장 합리적인 선택을 하려는 경향성을 보이게 되고 이때문에 일정한 규칙이 성립하게 된다. 경제학은 이러한 경제 활동의 규칙을 찾고 이를 바탕으로 미래의 경제를 예측한다. 경제학은 현재의 상황을 분석하여 그 원인과 결과를 규명하는 실증경제학과 가치 판단에 따라 경제 활동을 평가하는 규범경제학으로 나뉠 수 있다. 한편, 경제학은 시장에 참여한 경제 주체의 활동을 연구대상으로 하는 미시경제학과 국가 단위 규모의 경제 활동과 정책을 연구 대상으로 하는 거시경제학으로 구분되기도 한다.
인간은 다양한 욕구를 가지고 있다. 인간이 욕구를 만족시키기 위해 자원을 사용하는 모든 과정이 경제학의 연구 대상이 된다.
인간의 욕구를 만족시키는데 사용되는 최종적인 대상을 재화와 서비스라고 한다. 재화는 유형적인 대상, 서비스는 무형적인 대상을 가리킨다. 구체적으로 예를 들면, 머리빗은 재화이고, 미용실에서 머리를 자르는 것은 서비스이다. 재화와 서비스는 노동, 자본, 원자재 같은 생산요소를 결합하여 생산된다. 예를 들어 플라스틱 머리빗은 노동력과 머리빗 만드는 기계(자본), 플라스틱의 원료가 되는 석유(원자재)를 결합하여 생산된다. 생산된 재화와 서비스는 경제 행위자들 사이에서 교환되어 분배된다. 분배된 재화와 서비스는 최종적으로 소비되어 인간의 욕구를 만족시키게 된다. 이 각각의 과정, 즉 생산, 교환, 분배, 소비 등이 경제학의 연구 대상이 된다.
생산, 교환, 분배, 소비 등의 과정에 영향을 미치는 요소들이나 혹은 특정한 산업 역시 경제학의 연구 대상이 된다. 노동이라는 생산요소에 초점을 맞추는 노동경제학, 농업이라는 산업에 특화된 농업경제학 등이 그 예이다.
산업 내의 구도를 연구하는 산업조직론, 국가 간 무역을 연구하는 국제무역론, 국가 간 금융 거래와 흐름을 연구하는 국제금융론 등도 있다.
장기적이고 경제 전체를 연구하는 분야로는 거시경제학이 있으며, 거시경제학에서는 경제성장, 경기변동, 실업률, 물가 등을 다룬다.
직접적으로 경제와 관련된 문제 이외에도 현대의 경제학은 경제학 제국주의라고 불릴만큼 인접 학문의 주제들을 넓게 연구하고 있다. 법, 투표, 범죄, 정보, 교육 등이 대표적으로 인접 학문과 겹치는 분야들이다.

## 역사

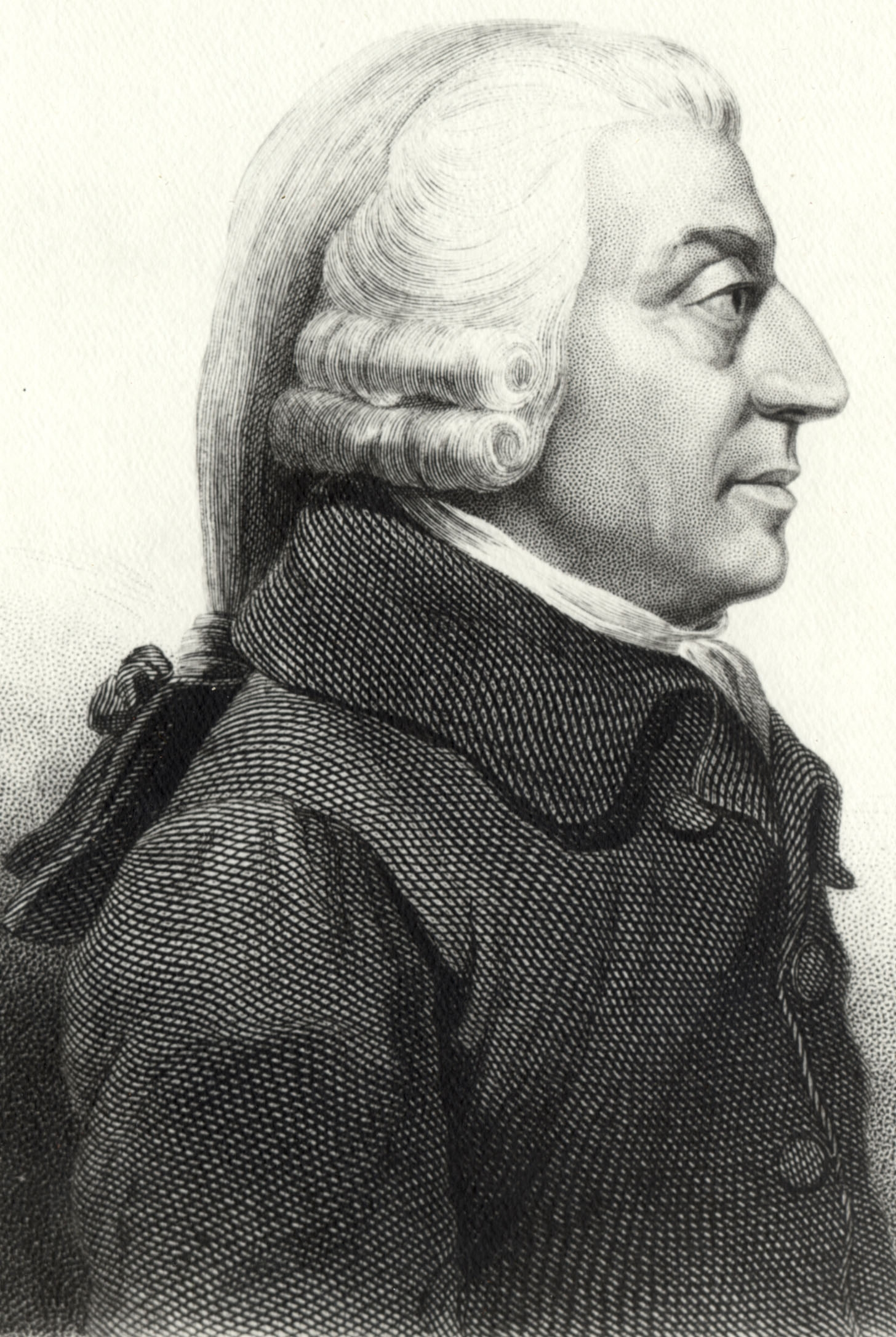
대표적인 고전파 경제학자인 애덤 스미스(Adam Smith, 1723년 6월 5일 ~ 1790년 7월 17일)

경제학이 체계적인 학문으로 자리매김한 것은 애덤 스미스가 국부론을 출판한 1776년 이후이다. 애덤 스미스 이전에 경제에 대한 연구가 없었던 것은 아닌데, 이를테면 경제에 대한 노동가치설의 효시가 되는 내용은 아리스토텔레스의 저작에서 확인할 수 있다.
애덤 스미스가 국부론을 출판할 당시, 각 개인의 경제적 자유는 지금처럼 중요하게 여겨지고 있지 않았다. 국가가 개인의 경제 활동을 통제하는 것은 자연스럽게 여겨졌고, 세금, 수출입 규제 등은 체계적인 이론 없이 자의적으로 이뤄지고 있었다. 애덤 스미스는 시장의 자율적인 조정 능력을 강조하며, 개인이 사적 이익을 추구할 수 있도록 내버려두는 것이 사회 전체의 이익에 기여한다는 것을 보였다. 애덤 스미스는 국가가 개인의 경제 활동에 개입하지 않아도 시장에서의 가격 조정을 통해 수요와 공급이 균형을 이룬다고 주장했다. 이런 시장의 기능을 그는 보이지 않는 손이라고 표현하기도 했다.
애덤 스미스는 또한 분업의 이점을 논리적으로 설명하였고, 노동가치설을 설명하기도 했다.
국부론 이후, 토마스 맬서스, 데이비드 리카도, 존 스튜어트 밀, 카를 마르크스 등이 애덤 스미스를 계승하여 가치론, 분배 이론, 국제 무역에 대한 설명을 제공했다.
애덤 스미스 이후, 경제학이 방법론 상의 큰 변화를 겪은 것은 한계 효용 학파의 등장 이후이다. 한계 효용 학파는 물리학의 프레임워크를 받아들여 미적분을 사용한 수학적인 모형을 개발했다. 일반 균형 모형이 연구된 것이 한계 효용 학파 시대이다. 경제학이 현대의 주류 경제학과 가까운 모습으로 정착한 것은 한계 효용 학파 이후다. 한계 효용 학파 이전의 경제학에는 수학이 제한적으로 사용되었고, 많은 부분이 말로 설명되었다.
한계 효용 학파에 따르면, 합리적인 경제주체는 한계 효용이 한계 비용과 같아지는 지점을 선택한다. 이 원리는 현대에서도 다수의 경제 모형의 결론에서 발견할 수 있는 원리이다.
한계 효용 학파 시대에 경제학은 처음으로 대학에 독립된 학과로 개설되었다. 알프레드 마셜이 1903년에 케임브리지 대학에 경제학과를 개설한 것이 최초이다.
알프레드 마셜의 제자였던 존 메이너드 케인즈는 국가의 전체적인 관점에서 경제를 설명하려 했다. 그는 현대에 사용되는 재정 정책과 통화 정책 등의 경기 부양 정책의 기초적인 논리를 마련했다. 그는 거시경제학의 아버지로 불린다. 그는 경기 불황시에 국가의 적극적인 개입을 강조했다.
1944년에 존 폰 노이만과 오스카 모겐스턴은 게임의 이론과 경제 행위라는 책을 출간한다. 이는 게임 이론의 시초가 되는 저작으로 여겨진다. 게임 이론은 경제 행위자간 상호작용을 다루는 경제학의 분야이다.
현대의 경제학은 학문으로서 성공적인 지위를 누리고 있으며, 대부분의 국가의 정책 결정에 필수적으로 사용된다.
초창기에는 도덕 철학이나 정치학의 일부로 여겨졌으나, 오늘날에는 심리학과 더불어 사회과학 중 정말로 과학으로 분류되다시피 하는 영역이다.
현재 전세계에서 이들 경제학자들이 남겨 놓은 경제이론을 바탕으로 국가의 경제정책을 펼치고 있으며 여전히 많은 경제이론 등이 개발되거나 발전되고 있다.

## 경제학의 연구방법
경제는 연구하기 까다로운 대상이다. 그 이유는 첫째, 경제라는 시스템은 절대적인 크기가 크며, 둘째, 인간이라는 변칙적인 요소를 포함하고 있고, 셋째, 상호작용하는 요소가 다양하고 수가 많기 때문이다. 이 이유들 때문에 경제는 실험을 통해 연구하기가 어렵다. 따라서 주류경제학은 독특한 연구 방법을 발전시켜왔다.
대부분의 경제학은 여러 종류의 그래프, 수식 및 통계 자료를 수집하고 분석하여 경제 현상을 탐구한다.
주류경제학에서 인간의 행동을 수학적으로 형식화하기 위해 사용하는 중요한 가정은 인간의 선호에 대한 합리성 가정이 있다. 거칠게 설명하자면, 합리성 가정은 인간의 선호에 순서가 주어질 수 있다는 가정이다. 이 가정은 수학적으로 형식화된 몇 개의 공리로 이뤄져 있다. 대부분의 현대 주류경제학 이론은 이 공리에 기초하고 있다.
선호에 순서가 주어질 수 있다는 것은 인간의 행동을 관찰해보면 그다지 강한 가정은 아니다. 경제학에서 선호에 순서가 주어질 수 있다고 가정하는 것은 두 개의 대상을 똑같이 좋아할 수 없다는 의미가 아니다. 다만 순서에 모순이 없어야 한다는 의미이다. 당신에게 세 명의 친구 영희, 철수, 민희가 있다고 가정하고 영희를 철수보다 좋아하고, 철수를 민희보다 더 좋아하면, 당신은 영희를 민희보다 더 좋아할 것이다. 이 경우 세 명의 친구에 대한 선호는 영희>철수>민희의 순서가 된다. 영희, 철수, 민희를 똑같이 좋아하는 경우에도 합리성 가정은 만족된다. 다만 합리성 가정이 배제하는 경우는 영희를 철수보다 더 좋아하고, 철수를 민희보다 더 좋아하는데, 민희를 영희보다 더 좋아하는 경우이다. 이 경우 영희>철수이면서 철수>민희지만 영희>민희라고 쓸 수 없게 된다.
합리성 가정은 크게 무리있는 가정은 아니지만, 이 합리성 가정에 대해서는 신경경제학, 행동경제학 등 다른 경제학계에서 비판이 있었다. 실증적으로는 합리성 가정이 깨지는 경우가 있으며 어린아이의 경우 그런 경향이 더 크다는 연구 결과가 있다.
경제학에서는 주로 실험 대신 통계적 방법으로 이론을 검증한다. 경제학 이론을 검증하는데 특화된 통계학을 계량경제학이라고 한다. 최근에는 시뮬레이션도 많이 사용되고 있다. 신경경제학 같은 비주류 경제학에서는 fMRI 등의 방법을 사용하기도 한다.

## 경제학의 분야

### 경제학 분야의 분류
경제학은 크게 개인과 기업 등의 개별 경제 주체의 행동을 다루는 미시경제학과 경제성장, 경기변동, 실업, 인플레이션 등 경제 전체의 움직임을 다루는 거시경제학, 그리고 일정기간의 경제활동 및 경제조직에 대한 역사와 변천과정을 구체적으로 분석하며, 경제 외적 활동이나 제도와의 관계에 대해서도 연구하는 경제발전론으로 나뉜다.
현대의 주류 경제학은 그 중 미시경제학과 거시경제학을 중점적으로 분석하며 환경경제학, 교육경제학, 정보경제학, 노동경제학 등 연구의 주제나 연구방법에 따라 분류하기도 한다. 기타 제도학파 경제학의 경우 경제발전론에 큰 비중을 둔다고 할 수 있다. 마르크스 경제학은 주류 경제학과 다르게 개별 경제주체 보다는 제도적인 차원인 생산관계에 중점을 두기 때문에 그 분석 대상이 주류경제학에서의 거시 경제학과 크게 겹친다고 볼 수 있으며, 경제발전론의 주요 분파중 하나인 종속이론에 지대한 영향을 주기도 하였다.

### 미시경제학
미시경제학은 개인과 기업 등 개별 경제 주체의 행동을 다룬다. 미시경제학은 개별 주체가 사용할 수 있는 자원의 양이 제약되어 있을 때, 개별 주체가 어떻게 최선의 선택을 하게 되는지를 설명한다. 대개의 경우 수학적으로는 제약하의 최적화로 모형화한다.
미시경제학의 연계 분야인 게임이론에서는 경제 주체 간의 상호작용을 다룬다.
그 외의 미시경제학에 속하는 경제학 분야로는 산업조직론, 재정학 등이 있다.

### 거시경제학
거시경제학은 경제 전체의 움직임을 다룬다. 경제성장, 경기변동, 실업, 인플레이션 등이 거시경제학의 주요 주제이다.
거시경제학의 하위 분야로는 국제금융론 등이 있다.

### 거시경제학의 미시적 기초
개념적으로 경제학을 크게 거시경제학과 미시경제학으로 나누지만, 그 경계가 그렇게 분명한 것은 아니다. 경제의 거시적인 현상은 결국 미시적인 현상들의 상호작용이 하나의 흐름으로 나타난 것이다. 예를 들어, 거시경제학에서 사용하는 총수요 개념은 실제로는 각 가계의 수요가 종합된 개념이며, 각 가계의 수요는 미시경제학으로 설명할 수 있는 것이다. 이런 사실을 반영하여 최근의 거시경제학에서는 미시경제학적 설명을 기초로 한 모형이 대세를 이루고 있다. 다만 사용하는 수학의 수준이 높기 때문에, 학부 기초 수준의 과목에서는 미시경제학적 설명이 포함된 거시경제학 모형이 잘 다뤄지지는 않는다.

### 경제발전론
저개발 국민경제의 경제적 기본여건과 발전의 저해요인을 규명, 해결하여 실질국민소득의 양적 성장과 질적 수준을 향상시켜 복지경제 사회로 지향하는 보편적 경제이론과 정책을 연구하는 학문이다. 개발도상국의 개념과 특징 및 저해요인, 경제발전의 기초조건, 경제발전의 역사, 중상주의, 고전학파, 신고전학파, 케인즈와 그의 후계자, 동태적 경제성장에 관한 이론 등의 전통적 경제발전이론과 중상주의, 역사학파, 마르크스, 슘페터, 로스토우 등의 비전통적 경제발전이론, 개발도상국의 사회학적 접근방법, 자원의 간접 및 직접배분, 균형,불균형 성장론, 농업개발론과 공업개발론, 노동집약적 기술과 자본집약적 기술, 자유주의 무역론과 보호주의 무역론 등을 포함한 개발도상국 경제의 이론 등이 주요 내용이다. 특히 개발도상국의 경제발전이론과 정책에 중점을 둔다.

## 경제학에서의 통계학의 사용
통계학은 경제학에서 필수적으로 사용된다. 경제학은 실험을 하기가 어렵기 때문에 통계적인 방법으로 검증하는 경우가 많다. 통계학 중에서도 경제 데이터 특유의 난점에 집중하는 통계학을 계량경제학이라고 한다. 계량경제학을 사용한 이론 검증은 대부분의 경제학 분야에서 사용된다. 계량경제학 이외에 경제 과정을 확률 과정으로 모형화하는 경우에도 통계학적 기초가 필요하다.

## 경제학의 학파

### 고전학파
고전 경제학(古典經濟學, classical economics)은 경제사상사에서 최초의 근대 경제 이론으로 지목하는 경제학의 한 부류이다. 고전경제학을 정립한 주요 학자로는 애덤 스미스, 데이비드 리카르도, 토머스 멜더스, 존 스튜어트 밀 등이 있다. 이들 외에도 윌리엄 퍼티, 요한 하인리히 폰 튀넨, 그리고 카를 마르크스 등도 고전경제학자로 다루어지기도 한다.
일반적으로 1776년 출간된 애덤스미스의 국부론이 고전경제학의 시발점으로 여겨진다. 고전경제학은 19세기 중반까지 경제 이론에 큰 영향력을 발휘하였으며, 1870년 시작된 영국의 신고전경제학 발현의 근원 역할을 하기도 하였다.

### 케인즈주의
존 메이너드 케인즈가 시초다.
케인즈 경제학(Keynesian economics)은 20세기 영국의 경제학자 존 메이너드 케인즈의 사상에 기초한 경제학 이론이다. 케인즈 경제학은 공공 부문과 민간 부문이 함께 중요한 역할을 하는 혼합경제를 장려한다. 이는 시장과 민간 부문이 국가의 간섭이 없는 상태에서 가장 잘 작동한다고 주장하는 방임주의적 자유주의와는 상당한 차이가 있으며, 실제로 케인즈 경제학은 여러 경제학자들이 방임주의의 실패로 인한 것으로 여기는 문제점들을 해결하기 위해 개발되었다.
케인즈의 이론은 거시경제적 흐름이 각 개인들의 미시적 행동을 압도할 수 있다고 말한다. 경제적 과정을 잠재 생산의 지속적인 성장으로 보는 18세기 후반 이후 고전 경제학자들의 관점과는 달리, 케인즈는 (특히 불황기에) 경제를 이끌어 가는 요소로서 상품에 대한 총수요를 강조했다. 이런 관점에서 그는 1930년대의 높은 실업률과 디플레이션에 대해 거시적인 규모에서 대처하기 위해 정부가 정책적으로 소비를 유도해야 한다고 논했다. 불황 시기에 정부가 지출을 늘리면 보다 많은 돈이 유동되므로 시민들의 소비와 투자가 유도되어 경제가 정상 상태를 회복한다는 것이 케인즈의 주장이다. 이는 공급경제학에 반대되는 의미로서 수요주의 경제학이라 할 수 있을 것이다.

### 시카고학파
시카고 학파 (경제학)는 시카고 대학교의 학생들과 교수진들의 연구와 관련된 신고전파 경제학 학파이다.
시카고학파의 대표적인 인물들로는 케인즈와 어깨를 나란히 하는 경제학의 거물들인 밀턴 프리드먼과 프리드리히 하이에크가 있다. 거시 경제학의 맥락에서, 시카고 학파는 연안 대학들에 기반을 둔 짠물 학파와 대조적으로, 거시 경제학의 "민물 학파"와 연결된다. 시카고 거시 경제 이론은 1970년대 중반까지 통화 주의를 지지하는 케인즈식을 거부해 왔는데, 그 때 그것은 합리적인 기대의 개념에 기초하여 주로 새로운 고전적인 거시 경제학으로 돌아섰다. 민물 학파와 짠물 학파의 구분은 두 전통이 서로 상당히 결합된 개념을 갖고 있기 때문에 오늘날 대부분 구식이다. 구체적으로, 새케인스학파 경제학자들은 새로운 고전적인 경제학에 대한 반응으로 불완전한 경쟁과 끈적거리는 임금에 대한 전통적인 케인스 학파의 집중을 포기하지 않고 합리적인 기대치를 반영하기로 결정했다.

#### 시카고학파의 역사적 영향
1980년도에 미국의 로널드 레이건 대통령과 영국의 마거릿 대처 수상이 시카고 학파의 경제학 이론들을 전폭적으로 지지하며 미국과 영국의 경제 정책에 반영 시켰다. 또한 남미에서는 일명 "시카고 보이즈"라고 불리는 시카고대 출신 경제학자들이 경제부 총리 같은 중요 직책들을 다루었다.

##### 오늘날의 시카고학파
지난 6년간 4개의 노벨 경제학상 수상과 총 30개의 노벨 경제학상으로 시카고 대학의 경제학부는 2, 3위이자 다른 세계적인 경제학부인 하버드나 MIT를 합친 것 보다도 노벨 경제학자들을 압도적으로 많이 배출해 오고 있다. 현재 시카고대의 경제학부는 전통적인 시카고학파 출신 보다는 여러 가지 다른 사고를 가지고 있는 교수진들로 구성되어 있다. 이러한 교수진 중에서 대표적으로 2017년도에 노벨 경제학상 수상자이자 효율적 시장 가설(이 가설 또한 시카고학파 출신 교수이자 2013년도 노벨 경제학 수상자인 유진 파마 교수의 이론이다)을 반대하는 리처드 탈러 교수가 있다.
정책면에서는 전세계 경제에 가장 영향력을 미치는 중앙은행 총재, 은행가, 지식인 30명으로 구성된 G30조직에서 5명이 시카고대 출신이다. 이 5명은 전 일본 중앙 은행 총재, 전 인도 중앙 은행 총재이자 IMF의 총괄 경제학자, 전 이스라엘 중앙 은행 총재이자 미국의 가장 큰 은행인 JP모간 체이스의 총괄 회장, 전 세계에서 가장 큰 은행인 UBS 회장, 그리고 "중앙 은행의 중앙 은행"이라고 부리는 Bank of International Settlements (중앙 은행들을 관리하는 전세계에서 가장 큰 중앙 은행)의 총재가 포함되어있다.

### 통화주의, 새고전주의
거시경제학 내의 학파다. 소위 신자유주의와 깊은 연관이 있다고 여겨진다. 보통 통화주의는 프리드먼이 창시하다시피 한 50~60년대의 학파고, 새고전주의는 루카스, 사전트, 프레스콧 등이 연관이 있는 70년대 이후의 학파다.

### 제도학파
소스타인 베블런이 시초다.

### 신제도학파
신제도학파는 종류가 굉장히 많지만 가장 주류적 위치를 점하는 분야는 합리적 선택 신제도주의다.
합리적 선택 신제도주의는 통상 주어진 제도적 환경 하에서 합리적 인간의 행태를 분석하는 학문이다. 공공선택론, 게임이론, 로널드 코즈, 엘레너 오스트롬, 나아가 행동 경제학 등이 이와 관계가 있다.

### 행동경제학
주로 인간의 행동에 대한 관찰에 초점을 맞추는 경제학이다. 신경경제학과도 관계가 있다. 기존 경제학은 합리적이고(rational), 계산적이며 이기적인 경제적 인간(homo economicus)에 기반한 학문인 반면, 행동경제학은 인간이 제한적으로 합리적이며, 때론 감정적으로 선택하는 경향이 있다고 말한다. 미국 같은 여러 나라에서는 이미 주류적 위치를 차지한다고 봐도 무방하나, 대한민국에서는 아직 제대로 전파가 되지 못했다.

## 비주류 경제학

### 신경경제학
신경과학에 근거한 경제학이다.

### 열역학경제학
니콜라스 조제스쿠-뢰겐을 시초로 하는 경제학 분야이다. 열역학 법칙을 경제학에 적용한다.

### 생태경제학
경제를 생태계의 일부로 보는 관점을 적용한 경제학 분야이다. 열역학 경제학과 관계가 깊다.
1970년대에 인류의 복지 향상을 위해서는 인류 사회와 생태계의 지속 가능한 발전을 함께 추구해야 한
다는 분야가 태동하였다. 이 분야가 바로 생태경제학(ecological economics)이다.

### 환경경제학
1960년대에 선진국에서 환경주의의 영향을 받아 환경문제를 경제학의 테두리에서 고민하는 분야가 태동하였다. 환경경제학(environmental economics)이다. 환경호르몬은 유독 폐기물, 온실효과 기체 등 환경을 오염시키는 물질은 경제 활동의 결과 배출된다, 따라서 환경경제학은 경제 활동의 영역 안에서 환경문제의 원인을 규명하고 해결 방안을 모색한다. 환경경제학에서는 시장실패, 곧 자원 배분의 비효율성은 외부효과 때문에 발생하며, 외부효과는 환경오염으로 인해서 나타난다고 전제한다. 따라서 환경경제학은 시장 실패를 해결하기 위해 대기 및 수질 오염, 유독 폐기물, 지구 온난화, 생물 다양성 보존 등에 관련된 환경정책에 대한 비용 및 편익 분석을 통해서 가장 효율적인 해결 방안을 모색한다. 환경오염으로 인해서 발생하는 시장실패를 해결하기 위해서는 모든 환경오염의 원인 제공자가 환경 이용에 대해 응분의 가격을 치르도록 제도적 장치를 만들고 이를 실시해야 한다. 이를테면 지구 온난화의 주범인 이산화탄소를 배출할 수 있는 권리를 설정한 다음에 이러한 탄소 배출권을 자유롭게 사고팔게 하는 방법이 대표적 사례이다.

## 주요 저작
- 《국부론》, 1776년, 아담 스미스
- 《고용·이자 및 화폐의 일반이론》, 1936년, 존 메이너드 케인스

## 주요 경제학자
- 경제학자: 경제학자 아버지
- 애덤 스미스: 경제학의 아버지
- 데이비드 리카도: 노동 가치설 정교화, 비교 우위설 창시
- 카를 마르크스: 마르크스주의의 창시자
- 알프레드 마셜: 경제학에 수학적 분석 도구 도입, 일반 균형 이론
- 존 메이너드 케인즈: 거시경제학의 아버지
- 프리드리히 하이에크: 신자유주의의 대부. 법 경제학
- 밀턴 프리드먼: 신자유주의의 대부, 통화주의 주장
- 로버트 루카스: 합리적 기대
- 로날드 코즈: 코즈 정리
- 폴 새뮤얼슨: 현시 선호 이론
- 폴 크루그먼: 국제무역 이론
- 그레고리 맨큐: 경제학 교과서 <맨큐의 경제학>의 저자
- 케네스 애로우: 불가능성 정리
- 칼 폴라니: 시장균형 부정

## 같이 보기
- 경제철학
- 비즈니스 윤리
- PPE
- 진화경제학
- 행동경제학
- 유동성 함정
- 세계의 화폐
- 전자화폐
- 경제심리학
- 의사결정
- 복잡계 경제학
- 산타페 연구소(SFI)
- 막스플랑크 진화인류학 연구소
- 노벨 경제학상